# John Harnad
John P. Harnad, geboren als János Hernád (* 1946 in Budapest) ist ein ungarisch-kanadischer theoretischer Physiker.
Harnad studierte an der McGill University und wurde 1972 an der Universität Oxford bei John C. Taylor promoviert (Topics in the theory of hadronic scattering).  Er ist am Centre de Recherches Mathématiques (CRM) in Montreal, wo er die Gruppe mathematische Physik leitet, und Professor an der Concordia University.
Er war Mitglied am Institute for Advanced Study und ist Mitglied des Perimeter Institute. 
Er forscht über integrable Systeme (klassisch und quantenmechanisch) mit Verbindungen zu Eichfeldtheorien und Zufallsmatrizen.
2006 erhielt er den CAP-CRM Prize.

## Schriften (Auswahl)
- mit S. Shnider, L. Vinet: Group actions on principal bundles and invariance conditions for gauge fields, Journal of Mathematical Physics, Band 21, 1980,  S. 2719–2724
- mit P. Winternitz, R. L. Anderson: Systems of ordinary differential equations with nonlinear superposition principles, Physica D: Nonlinear Phenomena, Band 4, 1982, S. 164–182
- mit S. Shnider, J. Tafel: Group actions on principal bundles and dimensional reduction, Letters in Mathematical Physics, Band 4, 1980, S. 107–113
- mit Pavel Winternitz, R. L. Anderson: Superposition principles for matrix Riccati equations, Journal of Mathematical Physics, Band 24, 1983, S. 1062–1072
- mit S. Shnider: Constraints and field equations for ten dimensional super Yang-Mills theory, Communications in Mathematical Physics, Band 106, 1986, S.  183–199
- mit J. Adams, E. Previato: Isospectral Hamiltonian Flows in Finite and Infinite Dimensions I. Generalized Moser Systems and Moment Maps into Loop Algebras, Communications in Mathematical Physics, Band 117,1988, S. 451–500
- mit M. R. Adams, J. Hurtubise: Isospectral Hamiltonian Flows in Finite and Infinite Dimensions II. Integration of Flows, Communications in mathematical physics, Band 134, 1990, S. 555–585
- mit M. R. Adams, J. Hurtubise: Darboux Coordinates and Liouville-Arnold Integration in Loop Algebras, Communications Mathematical Physics, Band 155, 1993, S. 385–413
- Dual isomonodromic deformations and moment maps to loop algebras, Communications in Mathematical Physics, Band 166, 1994, S. 337–365
- Herausgeber mit Pavel Winternitz: Groups and symmetries: from Neolithic Scots to John McKay, American Mathematical Society 2009
- mit M. Bertola, B. Eynard: Duality, Biorthogonal Polynomials and Multi-Matrix Models, Communications in mathematical physics, Band 229, 2002, S. 73–120
- Herausgeber mit Alexander Rudolfowitsch Its Isomonodromic deformations and applications in physics, American Mathematical Society 2002 (Workshop CRM, Montreal, 2000)
- Herausgeber mit Pavel Winternitz, P. Sabidussi: Integrable systems: from classical to quantum, American Mathematical Society 2000
- Herausgeber: Random Matrices, Random Processes and Integrable Systems, Springer 2011